# Arte da Arménia
A arte na Arménia possui várias representações no país. A Galeria Nacional da Armênia, localizada em Erevã, foi fundada em 1921, por determinação do governo da então República Socialista Soviética da Armênia e já nos primeiros anos de sua existência conseguiu compor rica coleção. Em 1967, foi inaugurado o Museu de Martiros Saryan, dedicado a expor obras do artista, e em 1972 o Museu de Arte Moderna, ambos em Erevã.
Em Erevã um mercado de arte e artesanato fecha a Praça da República com um alvoroço de centenas de mercadores vendendo uma grande variedade de artesanatos aos finais de semana e às quartas-feiras, embora com o horário reduzido ao meio-dia. O mercado oferece antiguidades, rendas finas e tapetes feitos à mão que são a especialidade do Cáucaso. A obsidiana é achada facilmente e é matéria-prima para os artesãos do país fazerem chaveiros, crucifixos, placas, objetos ornamentais, bijuterias, etc. A ourivesaria armênia é muito tradicional e ocupa uma esquina no mercado, com itens de ouro para serem negociados. Relíquias soviéticas e souvenirs manufaturados da Rússia - bonecas, relógios, caixas esmaltes também estão disponíveis no mercado.
Do outro lado da Opera House, um popular mercado de arte fecha o parque da cidade aos fins de semana. A longa história arménia, como no tempo das Cruzadas no mundo antigo, resultaram em paisagens com muitos sítios arqueológicos a serem explorados. Sítios da Idade Média, Idade do Ferro, Idade do Bronze e até a Idade da Pedra estão há poucas horas do centro da cidade. Porém, a mais espetacular experiência é poder visitar Igrejas e fortalezas como eram originalmente.
A Universidade Americana da Armênia possui graduação em Negócios, Direito e em outras áreas. A instituição existe graças aos esforços combinados do governo da Arménia, da União Geral Arménia de Beneficência (UGAB), da Agência dos Estados Unidos para o Desenvolvimento Internacional e da Universidade da Califórnia. Os programas de extensão e a biblioteca da universidade fazem dela um centro da língua inglesa no país e um local de incentivo à vida intelectual na cidade.